# Morning Dew
"Morning Dew", ook bekend als "(Walk Me Out in the) Morning Dew", is een nummer van de Canadese singer-songwriter Bonnie Dobson. Het nummer verscheen als de tiende en laatste track op haar album Bonnie Dobson at Folk City uit 1962. Het is gecoverd door een aantal artiesten, waaronder de Brits-Canadese muzikant-acteur Long John Baldry, die er in het voorjaar van 1981 in Nederland een hit mee scoorde.

## Achtergrond
"Morning Dew" is geschreven door Bonnie Dobson en geproduceerd door Kenneth S. Goldstein. De tekst bestaat uit een gesprek tussen de laatste man en vrouw op aarde na een apocalyps. Dobson raakte geïnspireerd voor het nummer na het zien van de film On the Beach, dat gaat over een groep mensen dat een kernoorlog heeft overleefd. Dobson schreef het nummer toen zij bij een vriend in Los Angeles verbleef; zij herinnerde zich dat de gasten in het appartement speculeerden over de nasleep van een kernoorlog: "Nadat iedereen naar bed was gegaan, ging ik zitten en schreef ik opeens dit nummer, hoewel ik nooit eerder iets heb geschreven." Dobson speelde "Morning Dew" voor het eerst tijdens het eerste Mariposa Folk Festival in 1961. Een live-opname verscheen op haar album Bonnie Dobson at Folk City. In 1969 nam ze het op in de studio voor haar album Bonnie Dobson.
In 1964 verscheen er voor het eerst een studioversie van "Morning Dew" op een album. Onder de titel "Come Walk Me Out" werd het opgenomen door The Goldebriars, waarbij geen vermelding werd gemaakt dat het was geschreven door Dobson. Een maand later werd het opgenomen door Fred Neil en Vince Martin voor hun album Tear Down the Walls. Tim Rose nam het vervolgens in 1967 op voor zijn debuutalbum in een steviger rockarrangement. Hierdoor voegde hij zijn eigen naam toe als schrijver van het nummer, alhoewel hij volgens Dobson enkel de veranderingen van Neil doorvoerde. Dobson ontving nog wel 75% van de royalty's van deze opname. In 1966 werd het nummer ontdekt door Grateful Dead-frontman Jerry Garcia, die het voor het eerst live speelden tijdens de Human Be-In in januari 1967. In dezelfde maand nam de groep het in de studio op voor hun debuutalbum The Grateful Dead, dat in maart van dat jaar verscheen.
"Morning Dew" bereikte in enkele uitvoeringen de Nederlandse hitlijsten. In 1967 bereikte Episode Six de 18e positie in de Tipparade op Radio Veronica met hun versie, terwijl The Whiskers een jaar later eveneens de 18e positie in de Tipparade behaalde. In 1980 werd het nummer opgenomen door Long John Baldry, die het uitbracht onder de titel "(Walk Me Out in the) Morning Dew" op zijn album Long John Baldry. Zijn versie was het meest succesvol in Nederland.
De plaat werd op maandag 23 maart 1981 door dj Frits Spits en producer-invaller Tom Blomberg in het radioprogramma De Avondspits verkozen tot de 136e NOS Steunplaat van de week op Hilversum 3 en werd een radiohit in de destijds drie landelijke hitlijsten op de nationale publieke popzender. De plaat bereikte de 18e positie in zowel de Nederlandse Top 40 als de TROS Top 50 en de 24e positie in de Nationale Hitparade. In de Europese hitlijst op Hilversum 3, de TROS Europarade, werd géén notering behaald.
In België behaalde de plaat géén notering in zowel de voorloper van de Vlaamse Ultratop 50 als de Vlaamse Radio 2 Top 30. Ook in Wallonië werd géén notering behaald.
Er bestaan twee verschillende versies van Baldry's opname: een met een pianosolo als introductie (de albumversie), en een waarbij deze solo is weggelaten.

## Hitnoteringen
Alle noteringen zijn behaald door de versie van Long John Baldry.

### Nederlandse Top 40
| Hitnotering: 11-04-1981 t/m 16-05-1981 | Hitnotering: 11-04-1981 t/m 16-05-1981 | Hitnotering: 11-04-1981 t/m 16-05-1981 | Hitnotering: 11-04-1981 t/m 16-05-1981 | Hitnotering: 11-04-1981 t/m 16-05-1981 | Hitnotering: 11-04-1981 t/m 16-05-1981 | Hitnotering: 11-04-1981 t/m 16-05-1981 | Hitnotering: 11-04-1981 t/m 16-05-1981 |
| Week                                   | 1                                      | 2                                      | 3                                      | 4                                      | 5                                      | 6                                      |                                        |
| -------------------------------------- | -------------------------------------- | -------------------------------------- | -------------------------------------- | -------------------------------------- | -------------------------------------- | -------------------------------------- | -------------------------------------- |
| Positie                                | 29                                     | 24                                     | 20                                     | 18                                     | 20                                     | 35                                     | uit                                    |

### Nationale Hitparade
| Hitnotering: 18-04-1981 t/m 30-05-1981 | Hitnotering: 18-04-1981 t/m 30-05-1981 | Hitnotering: 18-04-1981 t/m 30-05-1981 | Hitnotering: 18-04-1981 t/m 30-05-1981 | Hitnotering: 18-04-1981 t/m 30-05-1981 | Hitnotering: 18-04-1981 t/m 30-05-1981 | Hitnotering: 18-04-1981 t/m 30-05-1981 | Hitnotering: 18-04-1981 t/m 30-05-1981 | Hitnotering: 18-04-1981 t/m 30-05-1981 |
| Week                                   | 1                                      | 2                                      | 3                                      | 4                                      | 5                                      | 6                                      | 7                                      |                                        |
| -------------------------------------- | -------------------------------------- | -------------------------------------- | -------------------------------------- | -------------------------------------- | -------------------------------------- | -------------------------------------- | -------------------------------------- | -------------------------------------- |
| Positie                                | 33                                     | 39                                     | 26                                     | 24                                     | 26                                     | 38                                     | 46                                     | uit                                    |

### TROS Top 50
Hitnotering: 02-04-1981 t/m 14-05-1981. Hoogste notering: #18 (1 week).

### NPO Radio 2 Top 2000
| Nummer met noteringen in de NPO Radio 2 Top 2000 | '99  | '00 | '01  | '02  | '03  | '04  | '05  | '06 | '07 | '08 | '09  | '10  | '11  | '12 | '13  | '14  | '15  |
| ------------------------------------------------ | ---- | --- | ---- | ---- | ---- | ---- | ---- | --- | --- | --- | ---- | ---- | ---- | --- | ---- | ---- | ---- |
| (Walk Me Out in the) Morning Dew                 | 1095 | 871 | 1132 | 1114 | 1005 | 1042 | 1273 | 982 | 846 | 977 | 1162 | 1274 | 1291 | 843 | 1262 | 1385 | 1695 |

1. ↑  Een vetgedrukt getal geeft de hoogste notering aan.
2. ↑  Deze tabel is bijgewerkt tot en met de laatste editie (2024).